# 王僧智
王僧智（6世纪—556年），太原郡祁县（今山西省祁县）人，南梁将领。右卫将军王神念之子，王僧辩的弟弟。
555年，王僧辩死后，杜龛占据吴兴郡抗拒陈霸先，义兴郡太守韦载响应。吴郡太守王僧智也据城固守以作抗拒。将军黄他在吴郡攻打王僧智，不克，陈霸先派宁远将军裴忌去帮助黄他。裴忌挑选部属中的精兵轻装倍速前进，从钱塘直奔吴郡。夜里，抵达城下，大声鼓噪。王僧智以为大军到来，乘着小船逃到吴兴。裴忌攻占了吴郡，陈霸先任命裴忌为吴郡太守。556年，王僧智投奔北齐。同年，齐军在玄武湖被梁军所败，王僧智等被俘。北齐请求割地及以牛马赎回俘虏，陈霸先不肯，将王僧智等俘虏处决。北齐于是也处决陈霸先留为人质的侄子陈昙朗。